# Eloy Espinosa-Saldaña
Eloy Andrés Espinosa-Saldaña Barrera (5 de febrero de 1966) es un abogado peruano. Se desempeñó como magistrado del Tribunal Constitucional de junio de 2014 a mayo de 2022.

## Biografía
Hijo de Eloy Espinosa Saldaña Catasús, quien fue Presidente de la Corte Superior del Callao (1973 y 1977), juez de la Corte Suprema de Justicia (1982) y Presidente de la Corte Suprema y del Poder Judicial del Perú en 1990.
Ingresó a la Facultad de Derecho de la Pontificia Universidad Católica del Perú, de donde egresó como abogado constitucional.
Fue asesor legal de la Asamblea Nacional de Rectores en 1996. Obtuvo una beca otorgada por la Agencia Española de Cooperación Internacional (1996-1998).
Fue integrante y vicepresidente de la Comisión de Libre Competencia del Instituto Nacional de Defensa de la Competencia y la Propiedad Intelectual durante los años 2005 y 2006.
Entre 2006 y 2014, se desempeñó como presidente de la Sala Colegiada y la Sala Plena de la Junta de Reclamos de Usuarios del Organismo Supervisor de la Inversión en Energía y Minería.
Entre 2006 y 2008 fue jefe de gabinete de asesores de la Presidencia del Poder Judicial del Perú. Desempeñó también el cargo entre 2011 y 2012.
En el campo académico, se ha desempeñado como docente universitario en la Pontificia Universidad Católica del Perú, Universidad Nacional Mayor de San Marcos, Universidad Antonio Ruiz de Montoya, Universidad de Lima, Universidad de Piura e Universidad Inca Garcilaso de la Vega.
Es Doctor en Derecho por la Universidad Nacional de Educación a Distancia (2019) y doctor honoris causa de la Universidad Privada Antenor Orrego (2016).

## Magistrado del Tribunal Constitucional
En mayo de 2014, fue nombrado magistrado del Tribunal Constitucional por el Congreso de la República del Perú con 88/130 votos.
En noviembre de 2017, un grupo de altos oficiales (en situación de retiro) de la Marina de Guerra del Perú denunció a los magistrados Espinosa-Saldaña, Ramos Núñez, Miranda Canales y Ledesma Narváez por abrir nuevamente el proceso, al calificarlo como un delito de lesa humanidad. Los marinos consideraron que los magistrados Manuel Miranda, Carlos Ramos, Eloy Espinosa-Saldaña y Marianella Ledesma habrían violado el principio constitucional de la "inmutabilidad de la cosa juzgada".
En 2017, la Subcomisión de Acusaciones Constitucionales del Congreso de la República aprobó el Informe Final que recomendaba al Pleno del Congreso la destitución e inhabilitación por 10 años del magistrado Espinosa-Saldaña. Según el informe, los magistrados vulneraron los artículos 38 y 139 de la Constitución Política del Perú al cambiar el sentido del voto de un exmagistrado y Espinosa-Saldaña habría cometido el delito de prevaricato, por lo que el informe recomendaba su procesamiento en el fuero judicial.
Espinosa-Saldaña recurrió a la Corte Interamericana de Derechos Humanos, que en una resolución ordenó que dicho procedimiento sea archivado por el Congreso de la República. La Corte sostuvo que el proceso que ocurre en el Parlamento puede afectar el derecho de acceso a la justicia de las víctimas de El Frontón. Ante ello el Estado Peruano interpuso un recurso de reconsideración en abril de 2018; sin embargo, la Corte ratificó que se debía archivar el proceso contra los magistrados.
En diciembre de 2017 fue elegido como Vicepresidente del Tribunal Constitucional, cargo al que juramentó el 5 de enero de 2018. Fue Vicepresidente del TC hasta marzo de 2018, para luego encomendarse la vicepresidencia a Manuel Miranda Canales.

## Publicaciones
- Sobre los límites al juez constitucional (2019).
- En defensa de la constitución (2018).
- Código Procesal Constitucional, Proceso Contencioso Administrativo y tutela de los derechos del administrado (2004).
- Jurisdicción Constitucional, Impartición de Justicia y Debido Proceso (2003).